# Roberto Marini
Roberto Marini (Tarquinia, 12 novembre 1958) è un fumettista italiano.

## Alla Disney
Gran parte del lavoro fumettistico di Marini è rappresentato dalle sue storie e copertine disneyane, soprattutto quelle per il settimanale Topolino, al quale approda nel 1982.
All'inizio il suo stile è piuttosto "scarpiano", come si nota dalla sua prima avventura disneyana Topolino e gli occulti poteri, pubblicata sul numero 1362 del settimanale mondadoriano, datato 3 gennaio 1982. Dopodiché dà inizio ad una breve collaborazione con Giuseppe Perego, realizzando con lui due storie, entrambe del 1982: Paperino e la perla delle beffe, con testi di Bruno Mandelli, e Zio Paperone e le tasse a peso d'oro, con testi di Giorgio Pezzin.
A partire dal 1984 comincia a disegnare le copertine di diversi albi a fumetti, come quelle dei Classici Disney o quelle per i volumi che la Mondadori dava in omaggio agli abbonati, ottenendo nel 1992 di disegnare l'illustrazione per il Piatto di Natale che Topolino vendeva ai suoi lettori (un onore meritato da pochi).
Nel frattempo, nel 1990, esordisce come autore completo, realizzando la storia Topolino e l'astro-viaggio, pubblicata sul numero 1793 di Topolino.
A partire dalla metà degli anni novanta, Marini disegnerà sempre meno storie a fumetti, fino a divenire uno degli autori meno prolifici tra quelli che collaborano alla testata disneyana.